# Actinotia
Actinotia é um gênero de traça pertencente à família Arctiidae.

## Espécies
- Actinotia australis Holloway, 1989
- Actinotia conjuncta (Püngeler, 1900)
- Actinotia gnorima (Püngeler, 1907)
- Actinotia intermediata (Bremer, 1861)
- Actinotia polyodon – purple cloud (Clerck, 1759)
- Actinotia radiosa (Esper, [1804])
- Actinotia stevenswani Hreblay, Peregovits & Ronkay, 1999